# Хоссейни, Пейман
Сейед Пейман Хоссейни Ларгани (род. 16 февраля 1984, Ларган, Мазендеран) — иранский игрок в пляжный футбол, вратарь. Выступал за сборную Ирана. Участник трёх чемпионатов мира. Лучший вратарь мира 2017 года.

## Биография
Родился в деревне Ларган шахрестана Ноушехр. Занимался карате. В 16 лет он решил сосредоточиться на футболе и вместе с командой «Шамушак Новшехр» сумел добиться выхода в высший дивизион Ирана.
В 2011 году его игру заметил тренер сборной Ирана по пляжному футболу Фаршад Фалахатзаде, который предложил Пейману выступить в новом виде спорта. В составе национальной команды на чемпионате мира впервые сыграл на турнире 2013 года на Таити. Впоследствии сыграл на мундиале 2015 года в Португалии. На турнире 2017 года Пейман Хосейни был признан лучшим вратарём и помог команде впервые завоевать бронзовые награды. Его гол в первом матче Ирана на соревновании против Мексики был признан самым красивым на мудиале-2017 года.
Завершил выступления за сборную в ноябре 2021 года, проведя за Иран более 100 матчей и забив 24 гола. После окончания игровой карьеры планировал развивать пляжный футбол в Иране и стать тренером вратарей.
Пейман Хосейни являлся одним из лучших вратарей в пляжном футболе 2010-х. В 2014 году он был номинирован на звание лучшего вратаря года, а в 2017 году получил награду как лучший вратарь года. В 2019 году журнал France Football включил иранца в число «10 легенд пляжного футбола».
В Иране на клубном уровне играл за «Шахрияр Сари» и «Парс Джануби». За рубежом защищал цвета московского «Локомотива», белорусских «Витгазэнерго» и минского «Динамо», итальянской «Катании», а также турецких «Бешикташа» и «Аланьяспора».
В 2023 году был включён в список «Легенд пляжного футбола», который составляет Всемирная организация пляжного футбола.

## Достижения
Сборная Ирана

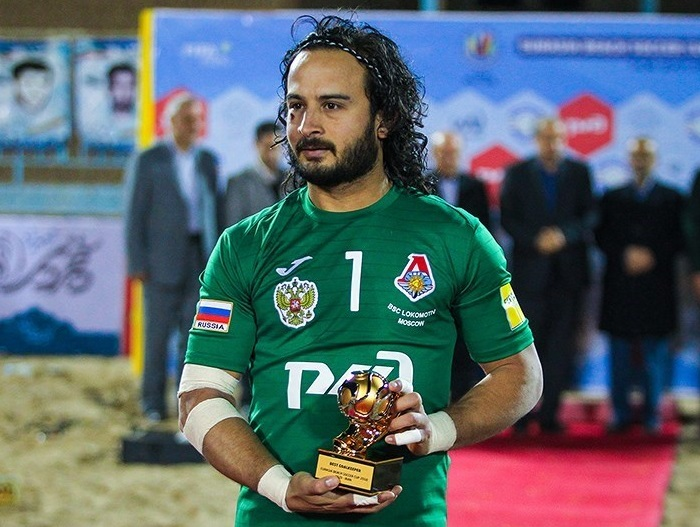
С призом лучшего вратаря на Кубке Евразии 2018 года

- Бронзовый призёр чемпионата мира: 2017
- Победитель Кубка Азии: 2013, 2017[14][15]
- Бронзовый призёр Кубка Азии: 2015[16]
- Победитель Межконтинентального кубка: 2013, 2018, 2019
- Победитель Пляжных Азиатских игр: 2012, 2014
- Бронзовый призёр Всемирных пляжных игр: 2019

На клубном уровне
- Чемпион Ирана: 2016 (Парс Джануби)[11]

Индивидуальные
- Лучший вратарь года в пляжном футболе: 2017[8]
- Лучший вратарь чемпионата мира: 2017
- Лучший гол чемпионата мира: 2017[17]
- Лучший вратарь Кубка Азии: 2015[18]
- Лучший вратарь Межконтинентального кубка: 2016[19]
- Лучший вратарь Кубка Евразии: 2018[20]